# Vulcano (band)
Vulcano was een Nederlandse band, bestaande uit Jos Groothuizen, Dee Dee (pseudoniem van Anna Dekkers), Suzanne Venneker en René van der Wel. 

## Biografie
Producer en componist Hans van Hemert was in 1981 op zoek naar een nieuw project, nadat Luv' was gestopt. Hij wilde een nieuwe zanggroep oprichten en de naam werd Vulcano, met de naam van Luv' in de eerste drie letters. De debuutsingle Shut up and boogie verscheen in het voorjaar van 1981 en werd een bescheiden succes, evenals de volgende single Superman. Na deze tweede single stapte René van der Wel uit de groep en werd vervangen door Hans van de Pol. Er volgden nog drie Engelstalige singles, maar het grote succes bleef uit.
Na de single Secret lies uit 1983 werd besloten om een andere richting op te gaan en in het Nederlands te gaan zingen. De groep deed in 1983 mee aan het Nationaal Songfestival en ze zongen twee nummers: Met jou d'r bij en Een beetje van dit, een beetje van dat. Dit nummer haalde de tweede plaats maar Vulcano kon dus niet het Eurovisie Songfestival tegenwoordigen. Maar Een beetje van dit werd wel een top-10 hit in Nederland. Na dit succes volgde nog een hit met Als je haar maar goed zit. In 1984 deed de groep nogmaals mee aan het Nationaal Songfestival met het nummer 1.2.3. Dit nummer haalde nog net de Top 40. Er verschenen nog twee singles, Dolce Far Niente (1984) en Wooly Bully (1985), maar zonder succes.
In 1986 ging de band uit elkaar.
Anna 'Dee Dee' Dekkers komt in 2005 naar het radioprogramma van Rob Stenders, die haar vraagt of er een reünie in zou zitten. In 2006 komen de bandleden tijdens een reünie bij elkaar om te kijken naar een optreden van haar nieuwe groep, waarna hun hit Een beetje van dit en een beetje van dat door de band werd ingezet. Na dit spontane optreden treden ze weer op door het hele land.

## Discografie

### Singles
| Single met eventuele hitnotering(en) in de Nederlandse Top 40 | Datum van verschijnen | Datum van binnenkomst | Hoogste positie | Aantal weken | Opmerkingen                   |
| ------------------------------------------------------------- | --------------------- | --------------------- | --------------- | ------------ | ----------------------------- |
| Shut up and boogie                                            | 1981                  | 30-05-1981            | tip6            | -            | #42 in de Nationale Hitparade |
| Superman                                                      | 1981                  | 24-10-1981            | 29              | 3            | #27 in de Nationale Hitparade |
| Sancta Simplicitas                                            | 1982                  | 13-02-1982            | tip10           | -            |                               |
| Staying with it                                               | 1982                  | 10-07-1982            | tip6            | -            |                               |
| Secret lies                                                   | 1982                  | 22-01-1983            | tip15           | -            |                               |
| Een beetje van dit, een beetje van dat                        | 1983                  | 12-03-1983            | 7               | 9            | #7 in de Nationale Hitparade  |
| Als je haar maar goed zit                                     | 1983                  | 02-07-1983            | 17              | 5            | #18 in de Nationale Hitparade |
| Als je doet wat je wilt                                       | 1983                  | 10-09-1983            | tip19           | -            |                               |
| 1.2.3                                                         | 1984                  | 21-04-1984            | 33              | 3            | #15 in de Nationale Hitparade |

## Trivia
- Jos Groothuizen is een broer van Angela Groothuizen die bekendheid verwierf met de Dolly Dots.

- Suzanne Venneker maakte ook deel uit van de groep Mrs. Einstein.

- In 2019 deed René van der Wel mee aan het tweede seizoen van The Voice Senior.